# Avenida Húsares de Junín (Jesús María)
La Avenida Húsares de Junín (antes llamada Av. Gral Jose Manuel Medina entre las cuadras 8 y 12) es una avenida del distrito de Jesús María, en la ciudad de Lima, capital del Perú. Se extiende de oeste a este a lo largo de 12 cuadras, con sentido de circulación de oeste a este. Su trazo es continuado hacia el oeste por la avenida Simón Bolívar, en el distrito de Pueblo Libre.

## Recorrido
Se inicia en la avenida Brasil. Recibe el tráfico proveniente de la avenida Simón Bolívar.